# Dunsford
Dunsford – wieś w Anglii, w hrabstwie Devon, w dystrykcie Teignbridge. Leży 11 km na zachód od miasta Exeter i 265 km na zachód od Londynu. Miejscowość liczy 688 mieszkańców.